# Кентар
Кентар (ісп. Quéntar) — муніципалітет в Іспанії, у складі автономної спільноти Андалусія, у провінції Гранада. Населення — 1045 осіб (2010).
Муніципалітет розташований на відстані близько 360 км на південь від Мадрида, 11 км на схід від Гранади.
На території муніципалітету розташовані такі населені пункти: (дані про населення за 2010 рік)
- Кентар: 923 особи
- Токон: 122 особи

## Демографія
Динаміка населення (INE ):

## Галерея зображень

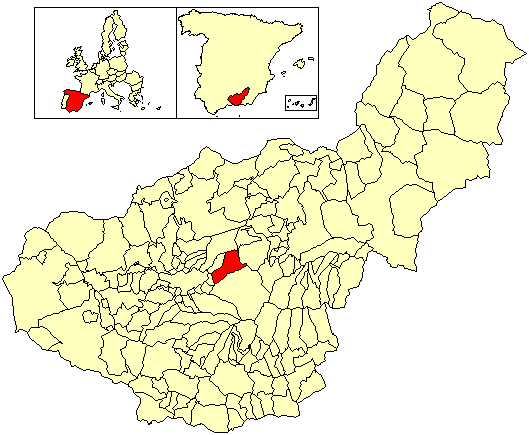
Розташування муніципалітету Кентар у провінції Гранада
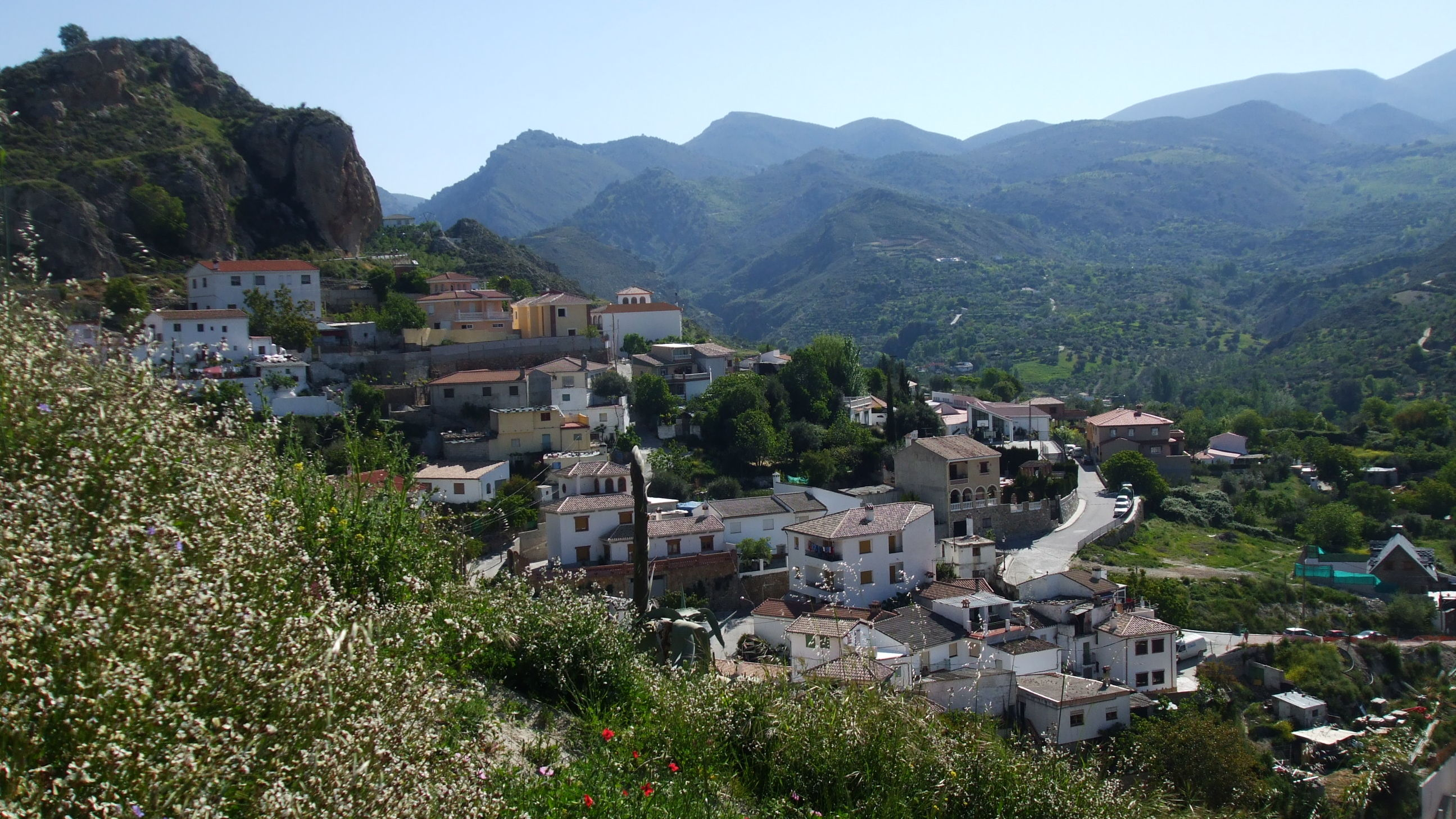
Кентар навесні 2009 року